# Brașov Dârste
Brașov Dârste (rum: Gara Brașov Dârste) – stacja kolejowa w Braszowie, w Okręgu Braszów, w Rumunii. Znajduje się na ważnej magistrali kolejowej nr 300 Bukareszt – Oradea, w dzielnicy Dârste. Położona jest 6,2 km od dworca głównego w Braszowie.

## Linie kolejowe
- Linia Bukareszt – Oradea